# 고산동 (대구)

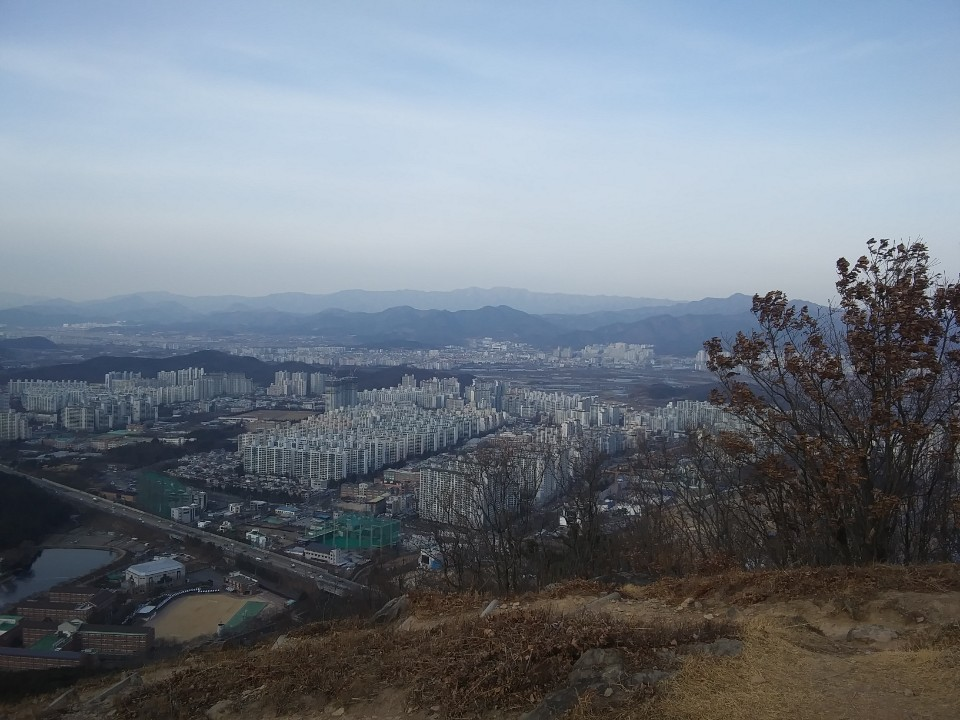
고산동 전경

고산동(孤山洞)은 대구광역시 수성구의 행정동 고산1동, 고산2동, 고산3동의 통칭이다.

## 연혁
1914년의 행정구역과 현재의 행정구역 비교
| 조선총독부령 제111호                                       |               |
| 구 행정구역                                                | 신 행정구역   |
| 경산군 서면 가천동(佳川洞)                                 | 고산면 가천동 |
| 경산군 서면 고모동(顧母洞), 팔현동(八峴洞)                 | 고산면 고모동 |
| 경산군 서면 내곶동(內串洞)                                 | 고산면 내환동 |
| 경산군 서면 노변동(蘆邊洞)                                 | 고산면 노변동 |
| 경산군 서면 서호동, 우매동(牛梅洞)                         | 고산면 매호동 |
| 경산군 서면 사월동(沙月洞)                                 | 고산면 사월동 |
| 경산군 서면 외곶동(外串洞), 덕천동(德川洞), 대덕동(大德洞) | 고산면 삼덕동 |
| 경산군 서면 성동(城洞)                                     | 고산면 성동   |
| 경산군 서면 시지동(時至洞), 송정동(松亭洞)                 | 고산면 시지동 |
| 경산군 서면 내매동(內梅洞), 신기동(新基洞)                 | 고산면 신매동 |
| 경산군 서면 연호동(蓮湖洞), 상련동                         | 고산면 연호동 |
| 경산군 서면 욱수동(旭水洞), 봉암동(鳳岩洞)                 | 고산면 욱수동 |
| 경산군 서면 이천동(梨川洞)                                 | 고산면 이천동 |
- 1980년 4월 1일 수성구 신설(동구에서 분리)
- 1981년 7월 1일 경산군 고산면 일원이 대구직할시 수성구에 편입[2]되면서 고산출장소를 설치하였다.[3]
- 1982년 9월 1일 고산출장소의 일부에 행정동 고산1동을 설치하였다.[4]
- 1983년 3월 15일 고산출장소를 폐지하고[5] 고산출장소 관할 지역에 행정동 고산2동을 설치하였다.[6]
- 1996년 1월 1일 고산1동에서 고산3동을 분리하였다.[7]
- 2002년 1월 1일 내환동을 대흥동으로 개칭하였다.[8]

## 교육
- 대구고산초등학교
- 대구노변초등학교
- 대구매동초등학교
- 대구매호초등학교
- 대구사월초등학교
- 대구시지초등학교
- 대구신매초등학교
- 대구욱수초등학교
- 대구청림초등학교
- 고산중학교
- 노변중학교
- 시지중학교
- 매호중학교
- 덕원중학교
- 대구농업마이스터고등학교
- 시지고등학교
- 덕원고등학교
- 수성구립고산도서관
- 고산 작은도서관

## 문화
- 대구스타디움
- 홈플러스 대구스타디움점 (대흥동)
- 대구시립미술관
- 대구간송미술관
- 대구 삼성 라이온즈 파크

## 종교
- 천주교 대구대교구 고산성당

## 유적
- 노변동 사직단

## 언론
- 대구문화방송

## 교통
- 대구 도시철도 2호선 (연호역·대공원역·고산역·신매역·사월역)
- 수성 나들목

## 기관
- KSPO 대구체력인증센터
- 한국교통안전공단 대구경북본부·대구자동차검사소
- 대구디지털혁신진흥원
- 데이터뱅크 본사
- 대구고산우체국
- 고산농협
- 대구수성경찰서 고산지구대
- 고산1동 치안센터
- 고산2동 치안센터

## 아파트
| 단지명                   | 건설사                           | 시행사                                | 주소                             | 주소   | 입주        | 비고                          |
| ------------------------ | -------------------------------- | ------------------------------------- | -------------------------------- | ------ | ----------- | ----------------------------- |
| 사월 푸르지오            | 대우건설                         | ㈜대승디엔씨                          | 수성구 달구벌대로661길 7         | 사월동 | 2006년 5월  |                               |
| 시지 보성타운 2차        | ㈜보성                           | ㈜보성                                | 수성구 욱수천로 133              | 사월동 | 1996년 9월  |                               |
| 시지 6차 태왕리더스      | ㈜태왕                           | ㈜아인컨설팅                          | 수성구 달구벌대로669길 70        | 사월동 | 2004년 12월 |                               |
| 시지 4차 태왕레전드      | ㈜태왕                           | ㈜태왕                                | 수성구 욱수천로 27               | 욱수동 | 2004년 2월  |                               |
| 시지 5차 태왕월드하이츠  | ㈜태왕                           | ㈜태왕                                | 수성구 욱수천로 7                | 욱수동 | 2004년 12월 |                               |
| 시지 태왕아너스          | ㈜태왕                           | ㈜풍경                                | 수성구 천을로 91                 | 시지동 | 2007년 11월 |                               |
| 시지 월드메르디앙        | 월드건설㈜                       | 시지한우아파트 주택재건축정비사업조합 | 수성구 천을로 70                 | 시지동 | 2009년 5월  | 한우로얄맨션 재건축           |
| 수성 월드메르디앙        | 월드건설㈜                       | ㈜유성이엔지                          | 수성구 노변로 55                 | 노변동 | 2007년 11월 |                               |
| 노변 청구타운            | ㈜청구                           | ㈜청구                                | 수성구 시지로 21                 | 노변동 | 1996년 5월  |                               |
| 노변 동서우방타운        | ㈜동서개발 ㈜우방                | ㈜동서개발 ㈜우방                     | 수성구 노변공원로 22             | 노변동 | 1996년 10월 |                               |
| 고산노변타운             | ㈜동방 ㈜동화주택 ㈜미진주택건설 | ㈜동방 ㈜동화주택 ㈜미진주택건설      | 수성구 시지로 55                 | 노변동 | 1996년 8월  |                               |
| 매호 동서타운 1차        | ㈜동서개발                       | ㈜동서개발                            |                                  | 매호동 | 1995년 12월 |                               |
| 매호 동서타운 2차        | ㈜동서개발                       | ㈜동서개발                            | 수성구 달구벌대로641길 8         | 매호동 | 1999년 3월  |                               |
| 시지 동서타운            | ㈜동서개발                       | ㈜동서개발                            | 수성구 신매로 41                 | 신매동 | 1995년 10월 |                               |
| 시지 보성서한타운        | ㈜보성 ㈜서한                    | ㈜보성 ㈜서한                         | 수성구 신매로 21                 | 신매동 | 1995년 2월  |                               |
| 매호 효성백년가약        | ㈜효성                           | ㈜디씨앤드이엠                        | 수성구 천을로23길 31             | 매호동 | 2006년 2월  | 구 동양염공 대구공장 부지     |
| 신매 효성백년가약 청(淸) | ㈜효성                           | ㈜킴스디앤씨                          | 수성구 달구벌대로 3233           | 신매동 | 2006년 7월  |                               |
| 시지 효성백년가약        | ㈜효성                           | ㈜효성투자개발                        | 수성구 달구벌대로 3280 (1단지)   | 신매동 | 2008년 6월  | 구 우창여객·한일운수 차고지   |
| 시지 효성백년가약        | ㈜효성                           | ㈜효성투자개발                        | 수성구 달구벌대로 3280-1 (2단지) | 신매동 | 2008년 6월  | 구 우창여객·한일운수 차고지   |
| 사월 화성파크드림        | 화성산업                         | 태광하우징㈜                          | 수성구 달구벌대로 3304 (1단지)   | 신매동 | 2006년 3월  | 구 우창여객·한일운수 차고지   |
| 사월 화성파크드림        | 화성산업                         | 태광하우징㈜                          | 수성구 달구벌대로 3304-1 (2단지) | 신매동 | 2006년 3월  | 구 우창여객·한일운수 차고지   |
| 시지 대성유니드          | 대성산업㈜ 건설부문              | ㈜가주건설                            |                                  | 사월동 | 2007년 6월  |                               |
| 매호 한일유앤아이        | 한일건설㈜                       | 대전이앤씨㈜                          | 수성구 고산로 162                | 매호동 | 2006년 4월  |                               |
| 시지 누리타운            | 영남건설㈜                       | 대구도시개발공사                      | 수성구 달구벌대로637길 21        | 매호동 | 1995년 5월  |                               |
| 시지 하나타운            | ㈜서한                           | 대구도시개발공사                      | 수성구 고산로 123                | 매호동 | 1995년 5월  |                               |
| 시지 두레타운            | ㈜신화주택                       | 대구도시개발공사                      | 수성구 천을로 131                | 매호동 | 1995년 5월  |                               |
| 시지 청솔타운            | 영남건설㈜                       | 대구도시개발공사                      | 수성구 고산로 70                 | 신매동 | 1995년 11월 |                               |
| 노변 대동다숲            | 대동건설㈜ ㈜신화주택            | 대구도시개발공사                      | 수성구 노변공원로 34             | 시지동 | 1996년 12월 | '노변 목련타운'에서 명칭 변경 |
| 수성 알파시티 청아람     | 한진중공업㈜ 건설부문            | 대구도시개발공사                      | 수성구 알파시티2로 96            | 노변동 | 2021년 6월  |                               |

## 공룡발자국 화석

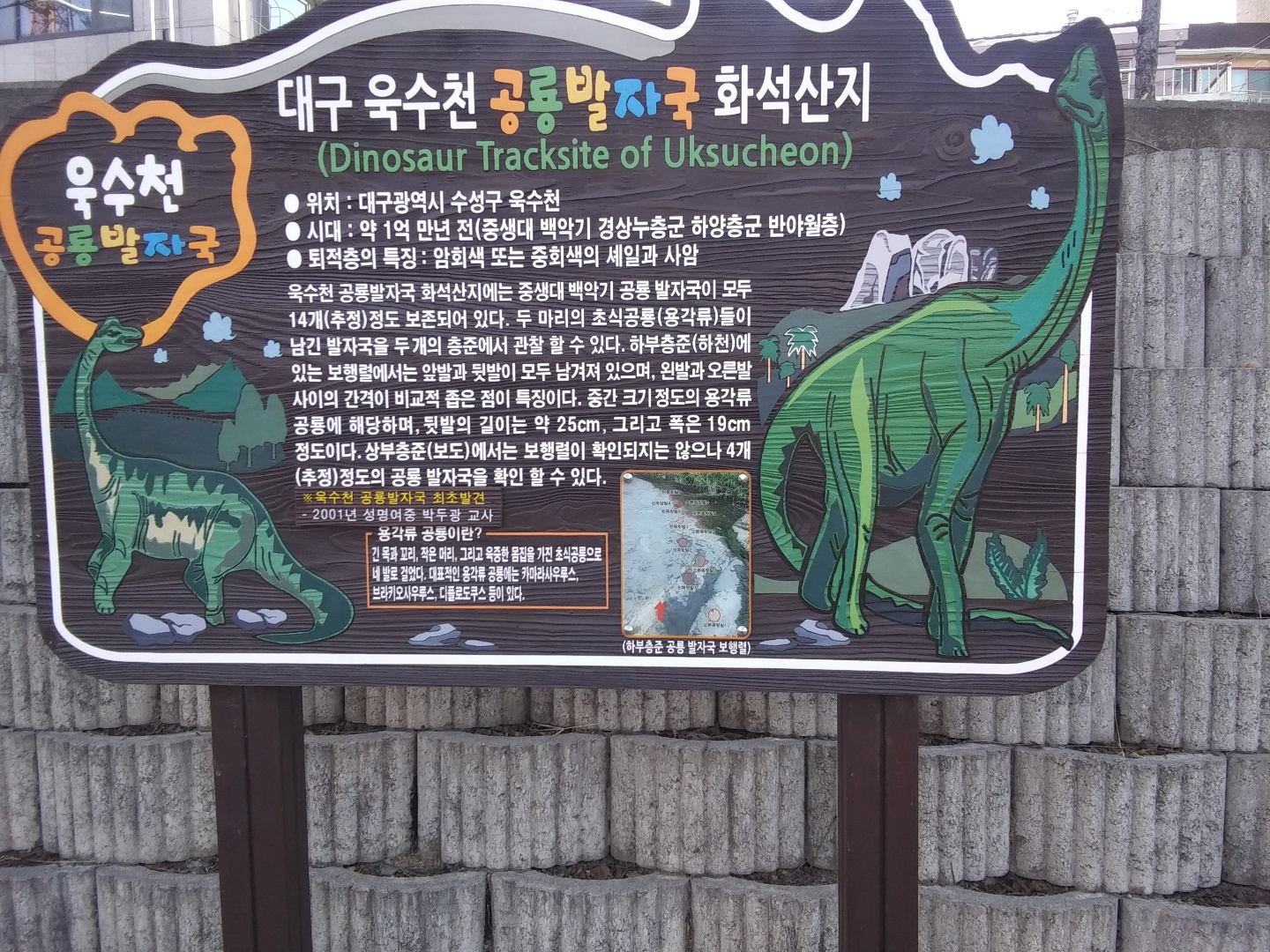
화석 산지의 안내 표지판

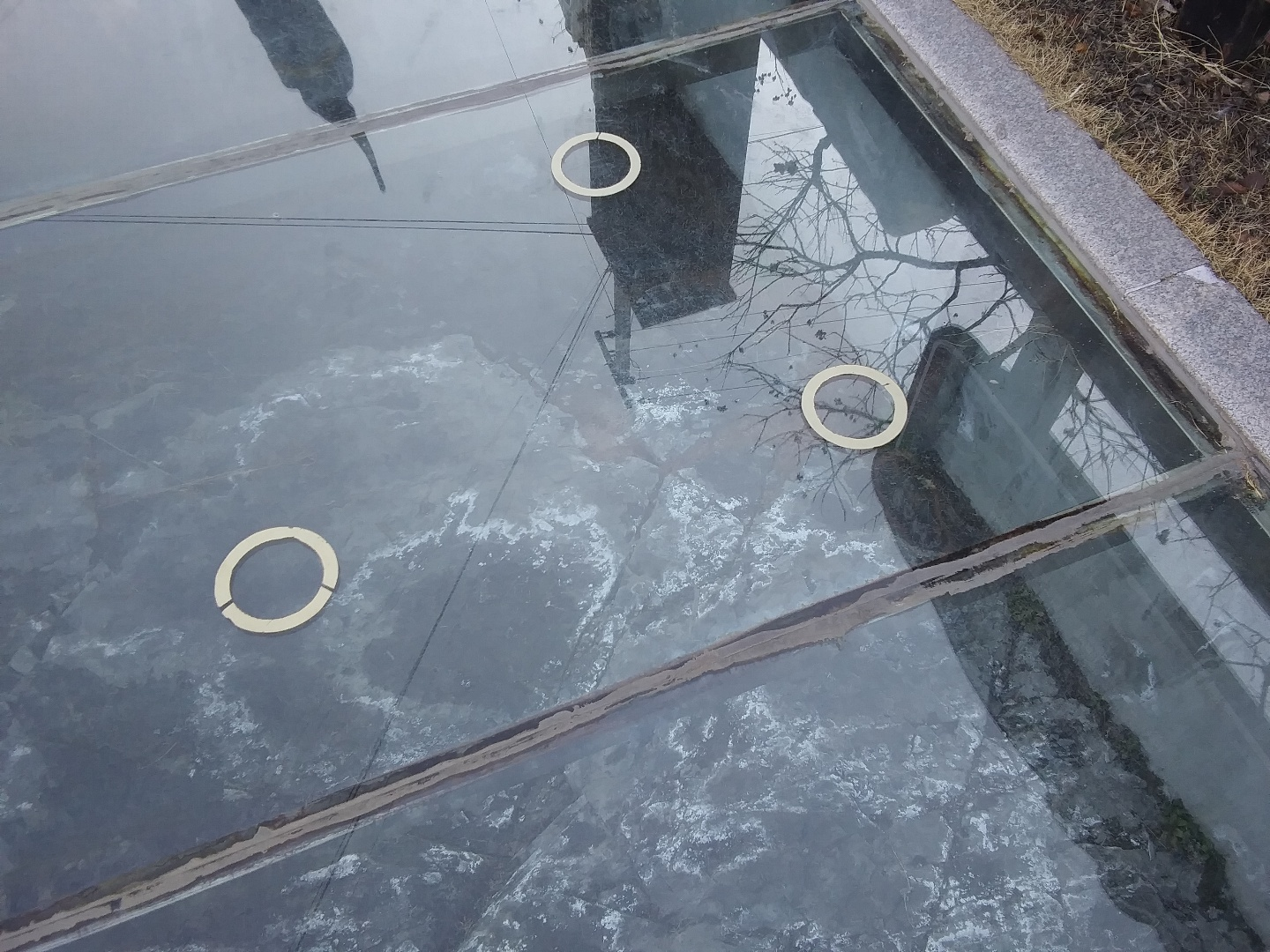
화석이 보존된 암석

고산동을 지나는 하천인 욱수천에는, 사진과 같이 중생대 백악기 경상 누층군 반야월층의 공룡 발자국 화석이 존재한다. 생성 연대는 약 1억년 전 백악기이다.